# Еденски врт
Еденски врт (хебр. גן עדן [Gan ʿEḏen — Ган Еден]), на српском и Едем, односно Врт Адама и Еве, према предању библијском је првобитно саздани рај на Земљи. Већина данашњих научника пориче постојање овог врта, наводећи га као јеврејску митологију. Међутим, врт је кључан у космолошком схватању многих светских религија, укључујући хришћанство и ислам.

## Библијски наратив
Књига постања се бави причом о еденском врту, мада се његово постојање помиње на много места у Старом и Новом завету. Док се прва глава књиге бави стварањем света уопштено, друга се бави конкретно еденском причом. У поглављу јавља се и географски опис врта:
„А река истицаше из Едема натапајући Рај, и оданде се разлучиваше на четири огранка. Првом је име Фисон, и он окружује сву земљу Евилску. Тамо има злата и злато ове земље је добро. Онде има и бдела и драгог камена оникса. Другој реци је име Геон, и она окружује сву земљу Етиопску (Хуску). Трећа је река Тигаp (Хидекел), и она тече око земље Асирске. Четврта је река Јефрат (Еуфрат)“ (Пост. 2: 10-14).
Данас су нам познате једино локације река Еуфрат и Тигар. Постоји много препирке у стручњачким круговима о идентитету река Фисон и Геон, где неки прву сматрају чак и Дунавом.
Касније у овом поглављу, а и у наредном, описује се живот превасходно Адама, затим стварање његове жене Еве, те касније и први грех, због кога су њих двоје избачени из врта. Наиме, врт је био испуњен животињама, којима је Адам господарио, као и биљкама, од којих су људи смели да једу сво воће, сем оно са дрвета знања добра и зла. Људи поштују Божју заповест, све док их змија не наведе на грех, након чега су прогнани из врта. Бог поставља херувима са ватреним мачем да штити улаз у врт човеку, и човек бива кажњен смрћу и болом.
Након великог потопа он је и коначно престао да постоји као такав.
Историјско постојање врта провлачи се кроз читав Стари Завет, и служи као космолошка основа за појаву смрти и греха у човечанству. Чин Еве и Адама опеван је с јадиковањем. У Новом Завету, нарочито у посланицама Апостола Павла, Христос се тумачи као обновитељ и исправљач грешке Адама и Еве.

## Тумачења

### Хришћанство
Хришћанско схватање Еденског врта разликује се од деноминације до деноминације. Оно у чему се већина хришћана слаже, иако није изразито изречено у Писму, јесте да је змија која је навела Еву на грех отелотворење Сатане.
Ни унутар православља нема сагласности о природи еденског врта. Неки оци сматрали су да је Еден географско подручје на Земљи, док су неки сматрали да је у пред-падном периоду лебдео изнад земље. Св. Јефрем Сирин сматрао је да је Еден био у облику планине са које су у четири стране света истицале четири реке. На самом врху било је дрво живота, које Адаму и Еви није било доступно, и које је уједно представа Христа. Православни сматрају да је Рај, односно стање у које спашени верници ступају након смрти, узвишеније од стања Адама и Еве у Едену, управо јер нису доживели обожење. Слично је и разумевање римокатолика и осталих апостолских цркава.
Протестанти великом већином немају концепт обожења, и схватање Еденског врта, као и његовог утицаја на Исусово житије, драстично се разликује у зависности од огранка.

### Ислам
Прича о Еденском врту јавља се и у исламској традицији. Међутим, већина исламских учењака не сматра да је библијска прича потпуно истинита. Куран је, по њима, једина непромењена реч Божја, док је старозаветно Петокњижје доживљавало промене с временом и није аутентично.

### Јудаизам
У савременом јудаизму прихватљиво је мишљење да је Еденски врт метафорична прича, или чак пука митологија. Православни и хасидски Јевреји строго одбијају оваква тумачења. Добар део рабина не сматра да је змија преварант обавезно Сатана.

### Остале вероисповести

#### Јазидизам
Језиди сматрају да је библијски пад био добра ствар, и да је змија која је намамила Еву у ствари добри анђео Малак Таус. Овакво тумачење довело је до вишевековног схватања да су Језиди заправо сатанисти, и проузроковало је многа прогањања од стране исламских власти.